# 혹성탈출: 지하도시의 음모
《혹성탈출: 지하도시의 음모》(영어: Beneath the Planet of the Apes)는 1970년에 공개된 미국의 영화이다.《혹성탈출 영화 시리즈》중 하나이다.

## 주연
- 제임스 프란시스커스 브렌트 역
- 킴 헌터 지라 역
- 모리스 에반스 자이우스 박사 역
- 린다 해리슨 노바 역